# Hölzlekönig

Postkarte vermutlich vor 1876

Der Hölzlekönig, auch Hölzleskönig, war ein rund 400 Jahre alter Baum, eine Weißtanne und stand auf der heute nach ihm benannten Gemarkung in Villingen-Schwenningen am heutigen Ostweg. Nach der Tanne benannt ist auch eine Fasnachtsfigur der Schwenninger Fasnacht. Er ist nicht zu verwechseln mit der Hölzlekönigin, ebenfalls eine abgegangene Weißtanne, die ganz in der Nähe des Hölzlekönigs stand und 1911 einen Umfang von 4,50 Metern hatte.

Postkarte 1907

Der Hölzlekönig galt für mindestens ein Jahrhundert lang als Deutschlands größte Tanne mit über 50 Meter Höhe und einem Umfang in Brusthöhe von etwa sechs Metern. Im Herbst 1875 riss ein Sturm dem Baumriesen beide Hauptgipfel ab, 1915 knickte ihn ein Hagelsturm. 1941 brach der morsche Stamm in sich zusammen.
Oberförster Junginger beschrieb den Baum im Jahr 1889, demnach war der Baum noch 42 Meter hoch und der Umfang in 1,30 m Höhe war 600 cm, bei 1,50 m 580 cm, in 3 m Höhe noch 502 cm, in 30 m Höhe noch 360 cm. Er berechnete den Stamm auf 52,2 Fm. Mit Seitengipfel, Ästen und Wurzeln errechnete er 58 Fm. Für den abgerissenen Wipfel setzte er 6 Fm an; der gesamte Baum umfasste also rund 64 Fm Holz. Der Baum war ein beliebtes Ausflugsziel, es standen Tische und Bänke um den Baum, zahlreiche Erinnerungsfotos wurden gemacht. Junginger beschrieb den Baum noch als frisch und am treiben, doch schon 1911 ging der Baum allmählich ein. Er hatte 1911 in Brusthöhe einen Umfang von 575 Zentimetern. Am 16. Januar 1915 knickte ein Sturm den Baum in 20 m Höhe ab.
Georg Herrigel schrieb eine romantische Erzählung, die Eingang in die Schwäbischen Sagen fand und seither vielmals nacherzählt wurde.